# Sharifabad (Ardakan)
Sharifabad (in persiano شریف آباد‎) o Sharif Abad è un villaggio di  Ardakan, nella provincia di Yazd, in Iran. Al censimento del 2006 la sua popolazione era di 4000 persone. Il villaggio è uno dei più antichi in Iran e attrae numerosi turisti iraniani e stranieri per tutto l'anno, soprattutto durante le feste e le cerimonie tradizionali.